# 国大社会党
国大社会党（英語：Congress Socialist Party，缩写为CSP）是印度国民大会党内的一个社会主义团体。1934年，印度国民大会党黨員發起成立印度国大社会党。印度共产党黨員也可以以个人身份加入国大社会党。由於印度共产党在黨內影響力越來越大，1940年，国大社会党进行清党，導致許多国大社会党组织脫離国大社会党加入印度共产党。第二次世界大战爆發后，国大社会党认为只有開展以工农大众为基础的革命才能使印度获得完全的独立。国大社会党還要求英国退出印度，結果部分领导人被捕。1947年3月，国大社会党召開全国代表大会，通过新党章，決定取消名称中的国大字样。1948年3月，社会党正式脱离印度国民大会党，此後該政黨又被稱為印度社会党。1977年，印度社会党并入印度人民党。